# اسکیاپارلی (دهانه مریخی)
برای دهانه‌ای به این نام بر روی ماه، اسکیاپارلی (ماه) را ببینید.
اسکیاپارلی (انگلیسی: Schiaparelli) یک دهانه برخوردی در مریخ است که در نزدیکی استوای این سیاره و در عرض جغرافیایی ۳ درجه جنوب و طول ۳۴۴ درجه شرقی در چهارگوش خلیجک سبا قرار دارد. این دهانه حدود ۴۵۹ کیلومتر (۲۸۵ مایل) قطر دارد و به افتخار ستاره‌شناس ایتالیایی جووانی اسکیاپارلی نام‌گذاری شده که برای مشاهداتش از سیارهٔ سرخ و واژهٔ بدفهمیده‌شدهٔ «کانالی» شناخته می‌شود. این نام در سال ۱۹۷۳ توسط اتحادیه بین‌المللی اخترشناسی به‌طور رسمی پذیرفته شد.

## توصیف
درون دهانهٔ اسکیاپارلی، یک دهانهٔ کوچک‌تر دیده می‌شود که لایه‌های متعددی دارد؛ این لایه‌ها ممکن است بر اثر باد، فعالیت‌های آتشفشانی یا رسوب‌گذاری در محیط‌های آبی به وجود آمده باشند.
ضخامت این لایه‌ها از چند متر تا چند ده متر متغیر است. پژوهش‌های جدید دربارهٔ این لایه‌ها نشان می‌دهند که تغییرات اقلیمی کهن در مریخ، که ناشی از نوسان منظم در میزان تمایل محوری سیاره است، ممکن است باعث شکل‌گیری این الگوهای لایه‌ای شده باشد. در زمین، چنین تغییرات اقلیمی (تحت تأثیر نیروهای نجومی) منجر به چرخه‌های عصر یخبندان و پیدایش سنگ موزون می‌شوند.
ظاهر منظم این لایه‌های سنگی حاکی از آن است که علت اصلی آن‌ها می‌تواند تغییرات منظم اقلیمی باشد. چنین تغییراتی ممکن است به‌دلیل تغییرات در تمایل محوری سیاره (که به آن «میلانکوویچ» نیز گفته می‌شود) روی دهد. در حالی که تمایل محور زمین به‌دلیل وجود ماه تنها اندکی بیش از ۲ درجه نوسان دارد، تمایل محور مریخ ده‌ها درجه تغییر می‌کند. در شرایط تمایل کم (وضعیت کنونی مریخ)، قطب‌ها سردترین نقاط سیاره‌اند و استوا گرم‌ترین، مشابه زمین. این امر می‌تواند باعث شود گازهایی مانند آب و کربن دی‌اکسید در جو به سمت قطب‌ها حرکت کنند و در آن‌جا یخ بزنند. اما در دوره‌هایی که تمایل محوری زیاد است، قطب‌ها نور بیشتری دریافت می‌کنند و این مواد دوباره از آن نواحی مهاجرت می‌کنند. جابه‌جایی کربن دی‌اکسید از قطب‌های مریخ می‌تواند باعث افزایش فشار جو شود و این افزایش فشار ممکن است توانایی بادها در جابه‌جایی و رسوب‌گذاری شن را تغییر دهد. همچنین، با وجود مقدار بیشتر آب در جو، دانه‌های شن ممکن است به هم بچسبند و لایه‌هایی سفت و پیوسته تشکیل دهند.

## موقعیت در مریخ

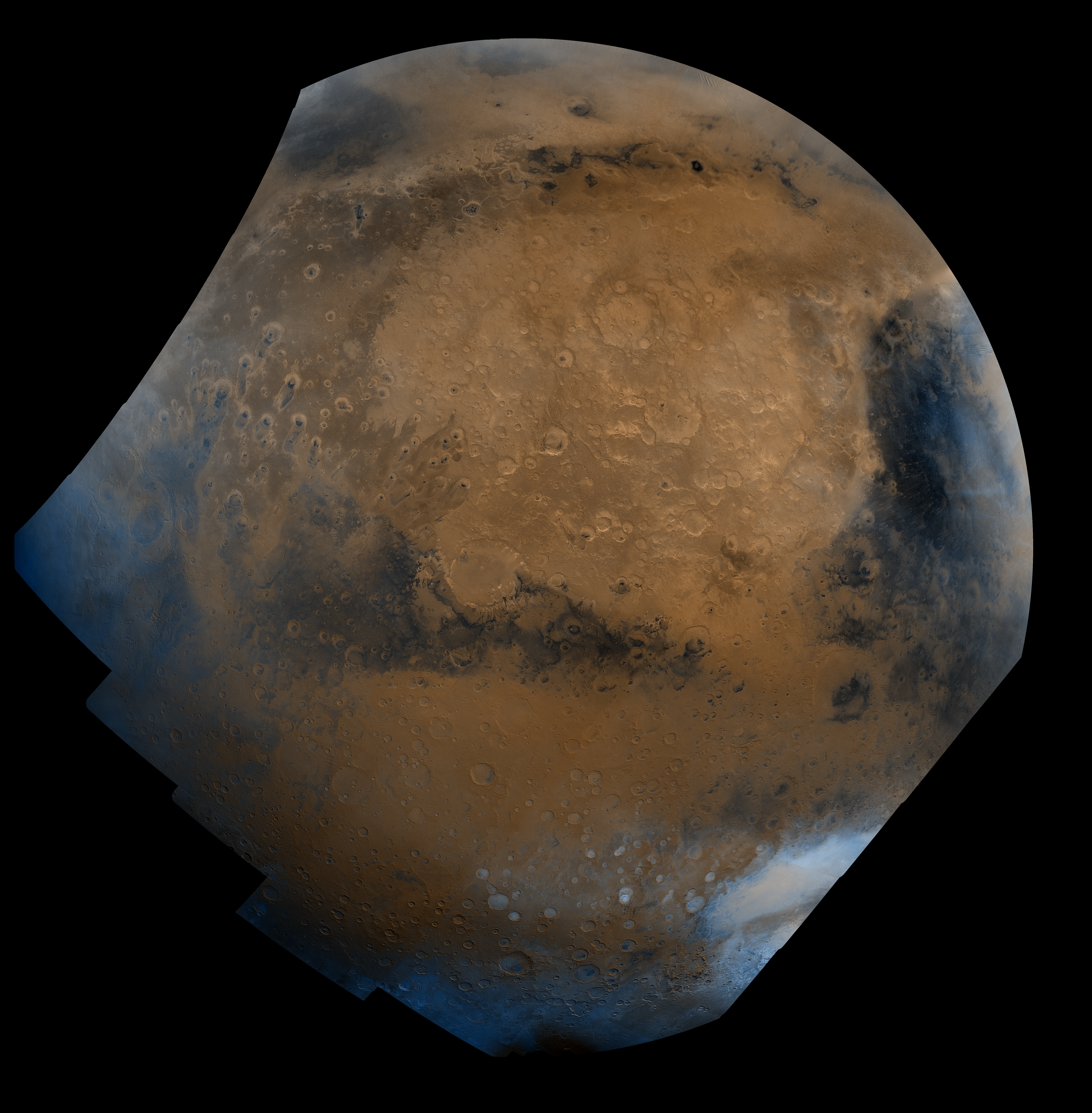
دهانهٔ اسکیاپارلی در مریخ در مرکز این موزاییک سال ۱۹۸۰ از فضاپیمای وایکینگ دیده می‌شود.

## در فرهنگ عامه
در رمان مریخی  نوشتهٔ اندی ویر در سال ۲۰۱۱ و در فیلم مریخی  که براساس آن ساخته شده، اسکیاپارلی محل فرود مأموریت سرنشین‌دار چهارم به مریخ با نام «ارس ۴» است. شخصیت اصلی داستان، مارک واتنی، فضانورد مأموریت «ارس ۳» که در مریخ تنها مانده، مجبور می‌شود مسیری به طول ۳٬۲۰۰ کیلومتر (۲٬۰۰۰ مایل) را از هامونه اسیدالیا تا اسکیاپارلی طی کند.